# Primario (química)
Este artículo trata sobre los patrones generales de enlace. Para la secuencia y el entrecruzamiento de proteínas y ácidos nucleicos, véase estructura primaria.
Primario es un término utilizado en química orgánica para clasificar varios tipos de compuestos (por ejemplo, alcoholes, halogenuros de alquilo, aminas) o intermediarios reactivos (por ejemplo, radicales de alquilo, carbocationes).
|                               | Átomos centrales resaltados en rojo en varios grupos de compuestos químicos Átomos centrales primarios comparados con átomos centrales secundarios, terciarios y cuaternarios. |            |           |             |
|                               | primario | secundario | terciario | cuaternario |
| Átomo de carbono en un alcano | |            |           |             |
| Alcohol                       | |            |           | no existe   |
| Amina                         | |            |           |             |
| Amida                         | |            |           | no existe   |
| Fosfina                       | |            |           |             |